# Alejandro Montiel
Andrés Alejandro Montiel (Mayor Vicente Villafañe, 24 agosto 1993) è un ex calciatore argentino, di ruolo difensore.

## Caratteristiche tecniche
È un difensore centrale.

## Carriera
Cresciuto nelle giovanili dell'Atl. Tucumán, ha esordito l'8 giugno 2014 in occasione del match vinto 1-0 contro lo Sp. Belgrano (SF)

## Statistiche

### Presenze e reti nei club
Statistiche aggiornate al 13 marzo 2018.
| Stagione         | Squadra          | Campionato       | Campionato | Campionato | Coppe nazionali | Coppe nazionali | Coppe nazionali | Coppe continentali | Coppe continentali | Coppe continentali | Altre coppe | Altre coppe | Altre coppe | Totale | Totale | Totale |
| Stagione         | Squadra          | Comp             | Pres       | Reti       | Comp            | Pres            | Reti            | Comp               | Pres               | Reti               | Comp        | Pres        | Reti        | Pres   | Reti   |        |
| ---------------- | ---------------- | ---------------- | ---------- | ---------- | --------------- | --------------- | --------------- | ------------------ | ------------------ | ------------------ | ----------- | ----------- | ----------- | ------ | ------ | ------ |
| 2013-2014        | Atl. Tucumán     | BN               | 1          | 0          | CA              | 0               | 0               |                    | -                  | -                  |             | -           | -           | 1      | 0      |        |
| 2014-2015        | San Jorge        | TA               | 2          | 0          | CA              | 1               | 0               |                    | -                  | -                  |             | -           | -           | 3      | 0      |        |
| 2015             | San Jorge        | TA               | 26         | 0          | CA              | 0               | 0               |                    | -                  | -                  |             | -           | -           | 26     | 0      |        |
| Totale San Jorge | Totale San Jorge | Totale San Jorge | 28         | 0          |                 | 1               | 0               |                    | -                  | -                  |             | -           | -           | 29     | 0      |        |
| 2016-2017        | Atl. Tucumán     | PD               | 1          | 0          | CA              | 0               | 0               | CS                 | 3                  | 0                  |             | -           | -           | 4      | 0      |        |
| 2017-2018        | Atl. Tucumán     | PD               | 0          | 0          | CA              | 0               | 0               | CL                 | 0                  | 0                  |             | -           | -           | 0      | 0      |        |
| Totale carriera  | Totale carriera  | Totale carriera  | 30         | 0          |                 | 1               | 0               |                    | 3                  | 0                  |             | -           | -           | 34     | 0      |        |